# Sphenometopa natalensis
Sphenometopa natalensis är en tvåvingeart som först beskrevs av Zumpt 1961.  Sphenometopa natalensis ingår i släktet Sphenometopa och familjen köttflugor. Inga underarter finns listade i Catalogue of Life.